# Juice (przedsiębiorstwo)
Juice – studio kreatywne specjalizujące się w tworzeniu animacji 3D, 2D cyfrowych efektów specjalnych, postprodukcji obrazu i dźwięku, komponowaniu dźwięku oraz projektowaniu dla branży reklamowej, filmowej, instytucji kulturalnych, edukacyjnych oraz branży gier komputerowych, w tym m.in. BBC, 20th Century Fox, Sony Entertainment, Netflix, HBO, BMW, Mercedes, Mitsubishi, Coca-Cola, Nike, Microsoft, Virgin Mobile, Ubisoft, Dolby, EA, Instytut Pamięci Narodowej, Muzeum Współczesne Wrocław, Muzeum Pana Tadeusza.
Studio odpowiadało m.in. za postprodukcję mini serialu "The Liberator" dla Netflixa, zwiastun z udziałem astrofizyka Neila deGrasse Tysona do filmu “Marsjanin" w reżyserii Ridleya Scotta, a także za krótkie filmy animowane: “Niezwyciężeni” oraz “Odrodzenie”. Juice było producentem wykonawczym kampanii reklamowej i promocyjnej BBC na Zimowe Igrzyska Olimpijskie 2014 w Soczi, przygotowanej przez agencję RKCR/Y&R przy współpracy z Tomaszem Bagińskim i firmą Platige Image. Film z tej kampanii otrzymał nagrodę Brytyjskiej Akademii Filmowej i Telewizyjnej (BAFTA).
Juice zostało założone przez Adama Tunikowskiego, Pawła Janczarka, Wojtka Piotrowskiego w 2006 roku. Obecnie studio zatrudnia ponad 100 artystów, animatorów, grafików, reżyserów i producentów. Biura znajdują się we Wrocławiu, Warszawie, Tokio i Szanghaju.

## Projekty studia
Efekty wizualne na potrzeby seriali i filmów fabularnych
| Data | Tytuł                         | Reżyser            |
| ---- | ----------------------------- | ------------------ |
| 2021 | Margrete – Queen of the North | Charlotte Sieling  |
| 2020 | The Liberator (Netflix)       | Grzegorz Jonkajtys |
| 2019 | Transphere                    | Kosai Sekine       |

Krótkometrażowe filmy
| Data | Tytuł                   | Reżyser         |
| ---- | ----------------------- | --------------- |
| 2014 | Ambition (sound design) | Tomasz Bagiński |

Trailery do filmów i seriali
| Data | Tytuł                                     | Reżyser                   |
| ---- | ----------------------------------------- | ------------------------- |
| 2019 | Ukryta gra (sound design)                 | Łukasz Kośmicki           |
| 2015 | ARES – Our Greatest Adventure (Marsjanin) | Chris Eyerman i Ash Thorp |
| 2015 | Vikings                                   | Tomasz Bagiński           |
| 2014 | Wataha                                    | Szymon Pawlik             |
| 2014 | Bogowie (sound design)                    | Łukasz Palkowski          |

Krótkometrażowe filmy animowane
| Data | Tytuł                   | Reżyser           |
| ---- | ----------------------- | ----------------- |
| 2020 | Qatar National Day 2020 | Michał Misiński   |
| 2019 | Odrodzenie              | Marcin Karolewski |
| 2018 | Catsaway                | Marcin Karolewski |
| 2015 | Niezwyciężeni           | Michał Misiński   |
| 2015 | Trojan Was the Unicorn  | Michał Misiński   |
| 2015 | Privisa                 | Marcin Karolewski |

Reklamy
| Data | Tytuł                                                | Reżyser             |
| ---- | ---------------------------------------------------- | ------------------- |
| 2020 | GoPay – 2120                                         | Michał Misiński     |
| 2020 | Partnership to End Addiction – Start with Connection | Ernest Chan         |
| 2019 | G2A                                                  | Szymon Pawlik       |
| 2019 | DOLBY Vision – See The Unseen With Alexander Semenov | Michał Misiński     |
| 2017 | MERCEDES AMG – C63 Getaway                           | Alessandro Pacciani |
| 2016 | BMW Factory                                          | Alessandro Pacciani |
| 2016 | Alivia (sound design)                                | Karol Kołodziński   |
| 2014 | BBC Winter Olympics Nature                           | Tomasz Bagiński     |

## Najważniejsze nagrody
| Data | Nominowana praca                                     | Nagroda                                                | Kategoria                                  | Wynik       |
| ---- | ---------------------------------------------------- | ------------------------------------------------------ | ------------------------------------------ | ----------- |
| 2021 | PSA – Start with Connection                          | Clio Entertainment Award                               | Film Craft and Animation                   | Brąz        |
| 2021 | PSA – Start with Connection                          | Cannes Lions International Festival of Creativity 2021 | Film Craft Postproduction and Animation    | Finalista   |
| 2021 | PSA – Start with Connection                          | Webby Awards                                           | Best Art Direction – People's Voice Winner | Wygrana     |
| 2021 | PSA – Start with Connection                          | CICLOPE Asia                                           | Animation                                  | Finalista   |
| 2021 | PSA – Start with Connection                          | Clio Entertainment Award                               | Film Craft and Animation                   | Brąz        |
| 2021 | The Liberator                                        | AEAF Festival                                          | VFX – TV Series                            | Finalista   |
| 2021 | The Transphere                                       | ADFEST                                                 | Special Effects                            | Brąz        |
| 2020 | GoPay – 2120                                         | Citra Pariwara                                         | Visual Effects                             | Brąz        |
| 2020 | GoPay – 2120                                         | Citra Pariwara                                         | Animation                                  | Srebro      |
| 2020 | Studio produkcyjne Juice                             | KTR Klub Twórców Reklamy                               | Studio Postprodukcyjne Roku                | Wygrana     |
| 2020 | Ukryta Gra – Trailer                                 | KTR Klub Twórców Reklamy                               | Sound Design                               | Srebro      |
| 2020 | Cyberpunk 2077 — Oficjalny Zwiastun E3 2019          | KTR Klub Twórców Reklamy                               | Sound Design                               | Złoto       |
| 2020 | G2A                                                  | Berlin Commercial                                      | Best VFX                                   | Wygrana     |
| 2020 | Dolby Vision – See The Unseen With Alexander Semenov | AEAF Animation & Effects                               | Corporate Video                            | Złoto       |
| 2020 | Transphere                                           | Advertising Film Awards                                | Best Special Effects                       | Golden Lion |
| 2019 | Cyberpunk 2077 — Oficjalny Zwiastun E3 2018          | Music and Sound Awards                                 | Best Sound Design in Gaming Trailer        | Złoto       |
| 2019 | Cyberpunk 2077 — Oficjalny Zwiastun E3 2018          | Clio Entertainment Award                               | Film/Radio – Dźwięk                        | Złoto       |
| 2019 | Cyberpunk 2077 — Oficjalny Zwiastun E3 2018          | KTR Klub Twórców Reklamy                               | Sound Design                               | Brąz        |
| 2019 | Dolby Vision – See The Unseen With Alexander Semenov | Kreatura / MMP                                         | Nagroda specjalna                          | Wygrana     |
| 2019 | Odrodzenie                                           | AEAF Animation & Effects                               | Krótkimetraż                               | Finalista   |
| 2019 | Odrodzenie                                           | Animago                                                | Motion Design                              | Nominacja   |
| 2019 | Niezwyciężeni                                        | LeBook Connections New York                            | Postprodukcja                              | Wygrana     |
| 2019 | Transphere                                           | Ciclope Asia                                           |                                            | Grand Prix  |
| 2019 | Abeja                                                | Ciclope Asia                                           | Sound Design                               | Wygrana     |
| 2019 | Abeja                                                | AEAF Animation & Effects                               | Projekty komercyjne – Efekty specjalne     | Finalista   |
| 2019 | MITSUBISHI -Yi – Concept Car                         | AEAF Animation & Effects                               | Projekty komercyjne – Efekty specjalne     | Finalista   |
| 2019 | Media Markt – Szumidło                               | KTR Klub Twórców Reklamy                               | Komunikacja – Dźwięk                       | Nominacja   |
| 2016 | ARES – Our Greatest Adventure (Marsjanin)            | KTR Klub Twórców Reklamy                               | Film/Radio – Efekty specjalne              | Złoto       |
| 2016 | ŻUBR Tory                                            | KTR Klub Twórców Reklamy                               | Film/Radio – Dźwięk                        | Złoto       |
| 2016 | PRIVISA                                              | KTR Klub Twórców Reklamy                               | Portfolio – Ilustracja                     | Nominacja   |
| 2015 | BBC Winter Olympics                                  | Clio Entertainment Award                               | Technika filmowa: efekty specjalne         | Nominacja   |
| 2015 | BBC Winter Olympics                                  | Cannes Lions                                           |                                            | Nominacja   |
| 2015 | BBC Winter Olympics                                  | KTR Klub Twórców Reklamy                               | Film/Radio – Efekty specjalne              | Złoto       |
| 2015 | BBC Winter Olympics                                  | Promax/BDA                                             | Najlepsza grafika lub animacja w reklamie  | Złoto       |
| 2015 | BBC Winter Olympics                                  | Promax/BDA                                             | Najlepszy scenariusz                       | Złoto       |
| 2015 | BBC Winter Olympics                                  | Promax/BDA                                             | Najlepsza kampania telewizyjna             | Srebro      |
| 2015 | BBC Winter Olympics                                  | Stuttgart Animation Festival                           | Najlepsza animowana reklama                | Wygrana     |
| 2015 | BBC Winter Olympics                                  | BAFTA                                                  | Television Craft                           | Wygrana     |
| 2015 | Wiedźmin 3: Zabójca Potworów                         | KTR Klub Twórców Reklamy                               | Film/Radio – Dźwięk                        | Złoto       |
| 2015 | Nitro Nation                                         | KTR Klub Twórców Reklamy                               | Film/Radio – Dźwięk                        | Srebro      |
| 2015 | Ambition                                             | KTR Klub Twórców Reklamy                               | Film/Radio – Dźwięk                        | Złoto       |